# 75D/Kohoutek
75D/Kohoutek je krátkoperiodická kometa, kterou v únoru 1975 objevil československý astronom Luboš Kohoutek na observatoři Bergedorf (Hamburk, Německo). Již na fotografickém materiálu, na kterém byla objevena, měla kometa zdánlivou hvězdnou velikost pouze 14. Za předpokladu, že se kometa nerozpadla, se očekávalo, že při průchodu perihéliem v letech 2020–2021 by měla mít maximum pouze kolem zdánlivé hvězdné velikosti 20.

## Základní údaje
Kometu 75D/Kohoutek nelze zaměňovat s mnohem známější a jasnější Kohoutkovou kometou (C/1973 E1), kterou Luboš Kohoutek objevil v únoru 1973. Kometa 75D/Kohoutek je opakovaný návštěvník vnitřní sluneční soustavy s periodou přibližně 7 let. Na objevnou dráhu se dostala, když 28. července 1972 prolétla 0,143 AU (přibližně 21,4 miliónu kilometrů) od Jupitera. Její jas byl slabý, nejjasnější byla v roce 1988 při zdánlivé hvězdné velikosti kolem 13. Nebyla pozorována v letech 1994, 2000, 2007 ani 2014. Průměr komety se odhaduje na 4,6 kilometru.

## Ztracená kometa
Kometa byla naposledy pozorována z observatoře Mauna Kea na Havajských ostrovech a to 19. května 1988. Minor Planet Center (Centrum pro malé planety) při Smithsonian Astrophysical Observatory kometě přidělilo před lomítko písmeno „D“, protože se předpokládá, že kometa je ztracená a ztracené nebo rozpadlé komety jsou označovány právě tímto písmenem.